# Internazionale Torino
L'International Football Club di Torino, più brevemente citata nella forma italica di Internazionale Torino, è stata una delle più antiche squadre italiane di calcio, la cui fondazione avvenne nel capoluogo piemontese nel 1891 tra i mesi di settembre e dicembre e che fu protagonista delle prime due edizioni del campionato italiano di calcio.

## Storia

### Fusione di due antichissime squadre
La squadra fu fondata raccogliendo giocatori e dirigenti del Torino FCC di Edoardo Bosio e del Nobili Torino, il primo club nato nel 1887 ed il secondo nel 1889. Quest'ultimo gruppo raccoglieva giovani di alto lignaggio della nobiltà torinese, capeggiati dal Duca degli Abruzzi, che divenne presidente della nuova società.
Tra i fondatori anche Herbert Kilpin, pioniere del calcio in Italia, che in seguito fonderà a Milano il Milan.
La prima casacca adottata fu di colore granata, ispirata alla divisa maroon dello Sheffield FC, che è considerato il più antico club di calcio al mondo. Il granata fu presto abbandonato in favore di una casacca bianco-nera, ma possibilmente diede origine, anni dopo, ai colori sociali del Torino.

### L'antagonismo col Genoa
Una delle prime partite amichevoli del calcio italiano, regolarmente registrata, viene giocata da una rappresentativa formata da giocatori dell'Internazionale Torino, del Torinese e dal genoano Fausto Ghigliotti, contro il Genoa, il 6 gennaio 1898, sul campo genovese di Ponte Carrega. Vinse la rappresentativa piemontese per uno a zero con rete del marchese Savage, davanti a 212 spettatori per un incasso netto di 284 lire e 50 centesimi.
La rivalità continuò per anni in quanto l'Internazionale partecipò al primo campionato italiano di calcio perdendo la finale ai tempi supplementari contro lo stesso Genoa, mentre al successivo campionato si ripeté ancora la stessa finale, ancora con la sconfitta dell'Internazionale di stretta misura.
Per l'occasione la squadra aveva una divisa a strisce verticali giallo-nere, con ogni probabilità prestatale dai cugini della Torinese, ed era capitanata da Gordon Thomas Savage.

### La fusione con l'FC Torinese
A causa di una crisi finanziaria il club nel 1900 venne assorbito dal Torinese.
La fusione con l'Internazionale Torino risultò decisiva in quanto grazie all'apporto di molti ex-bianconeri, il nuovo Football Club Torinese arrivò a giocare la finale del campionato del 1900.